# Nod lunar

Nodurile lunare sunt punctele orbitei Lunii în care ea traversează ecliptica, traiectoria Soarelui pe cer. Traiectoria Lunii se intersectează cu ecliptica de 2 ori pe an. Linia ce rezultă se numește linia nodurilor. O eclipsă de Lună poate avea loc doar în apropierea acelui nod, și doar dacă Luna este plină. Aproximativ 6 luni despart cele 2 puncte.

Nodurile lunare sunt punctele orbitei Lunii în care ea traversează ecliptica, traiectoria Soarelui pe cer. Punctul în care ea traversează ecliptica din emisfera cerească sudică spre emisfera nordică se numește nod ascendent; cel în care ea o traversează din emisfera nordică spre cea sudică se numește nod descendent.

## Descriere
Intervalul de timp care separă două treceri ale Lunii la același nod al orbitei sale se numește revoluție draconică. Draconică (din latină draco, draconis, care desemnează o reptilă mitologică), întrucât, în astronomia antică, nodurile lunare de nord și de sud erau denumite capul Dragonului (în latină: Caput Draconis) și respectiv coada Dragonului (în latină: Cauda Draconis): simbolismul dragonului lapon sau cel oriental al chinezilor, perșilor sau al indienilor îl arată devorând Luna (o evocare a eclipsei de Lună). Simbolul nodului ascendent este ☊, iar simbolul nodului descendent este ☋.
Revoluția draconică numără 27,21 de zile, sau mai precis 242 de luni draconice corespund cu 6.585,36 de zile (adică 18 ani, 15 zile și 8 ore). Revoluția draconică, sau luna draconică, este mai scurtă decât luna siderală deoarece nodurile se deplasează în sens opus mișcării Lunii.